# Сташково (Смоленская область)
Сташково — деревня в Руднянском районе Смоленской области России. Входит в состав Смолиговского сельского поселения. Население — 4 жителя (2007 год). 
Расположена в западной части области в 15 км к юго-востоку от Рудни, в 8 км южнее автодороги А141 Орёл — Витебск. В 6 км севернее деревни расположена железнодорожная станция Плоская на линии Смоленск — Витебск. 

## История
В годы Великой Отечественной войны деревня была оккупирована гитлеровскими войсками в июле 1941 года, освобождена в октябре 1943 года.